# Tadeusz Łuczejko
Tadeusz Łuczejko (ur. 1957 w Gorlicach) – polski twórca muzyki elektronicznej ambient, aranżer, artysta grafik, malarz.

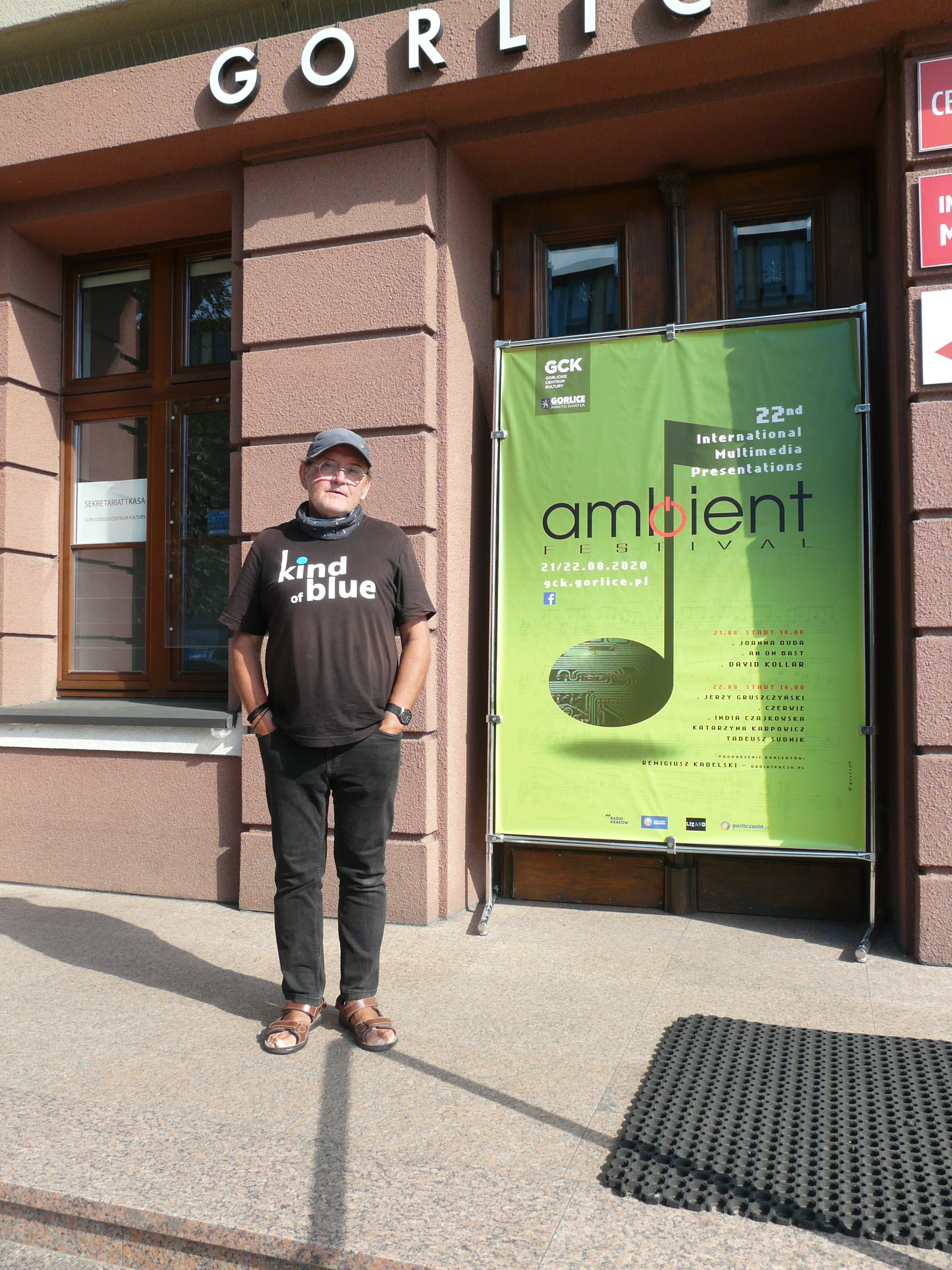
Tadeusz Łuczejko, grafika na banerze jego autorstwa

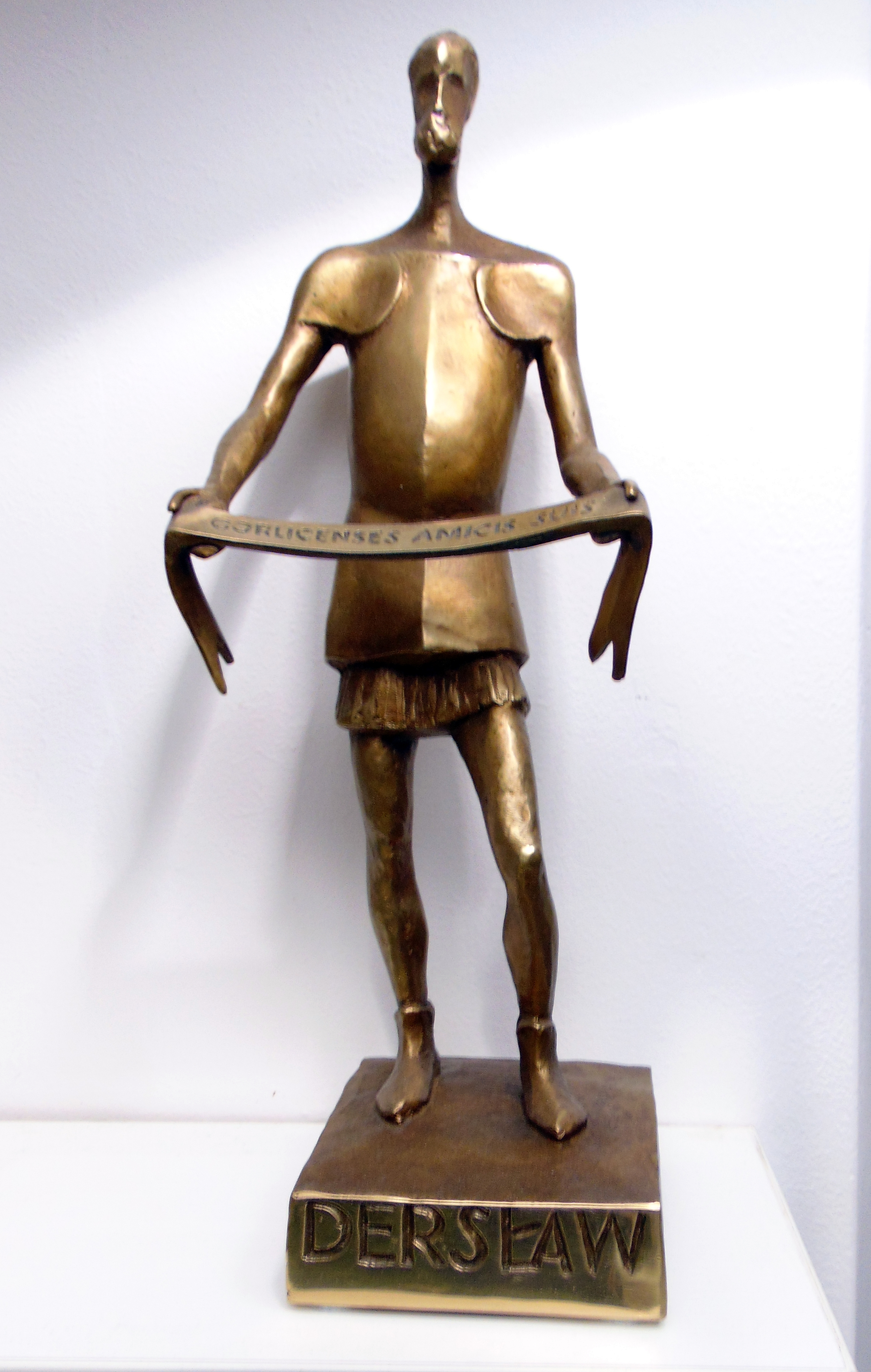
Statuetka Dersława, wyróżnienie otrzymane w 2022r.

W 1999 roku był pomysłodawcą i organizatorem pierwszego festiwalu muzyki ambient w Gorlicach, od 2003 roku Łuczejko jest organizatorem i dyrektorem artystycznym Międzynarodowych Prezentacji Multimedialnych „Ambient Festival”, które corocznie odbywają się w Gorlicach.

## Życiorys
Od najmłodszych lat zainteresowany był muzyką. Podczas nauki w szkole podstawowej brał lekcje muzyki, a jego nauczycielem był Stefan Sendecki, ojciec jazzmana, pianisty Władysława Sendeckiego. 
Pod koniec lat 70. założył wspólnie z Mirosławem Czyżykiewiczem i kilkoma innymi artystami zespół muzyczny, grający muzykę eksperymentalną z pogranicza muzyki elektronicznej. Była to grupa o nazwie Pracownia Trójwymiarowych Marzeń, w której Łuczejko grał na flecie prostym oraz na organach przerobionych na syntezator.
W marcu 1978 roku w Gorlicach powstał zespół poezji śpiewanej, Ostatnia Wieczerza w Karczmie Przeznaczonej do Rozbiórki, który założył wspólnie z Bogusławem Diduchem, Wiesławem Lewkiem i Jackiem Pietruszą.
Autorem muzyki jednej z piosenek „List” jest Łuczejko, natomiast tekst napisał poeta Franciszek Brataniec z grupy literackiej Tylicz.
Z Piotrem Woltyńskim utworzył duet muzyczny Aquavoice, zespół tworzący muzykę elektroniczną w stylu tzw. „szkoły berlińskiej”. W 1996 roku Aqavoice wystąpił na festiwalu „EL-Izerie” w Świeradowie Zdroju, gdzie wystąpił wśród innych zespołów debiutujących oraz znanych muzyków Władysława Komendarka oraz Tomasza Stańki. W 1997 roku zespół wystąpił na V Zlocie Elektronicznych Fanatyków w Piszu. Od roku 1998 zespół Aqavoice tworzyli: Tadeusz Łuczejko (muzyka), Paweł Olszański (efekty wizualne). Zafascynowany muzyką elektroniczną takich zespołów jak Tangerine Dream, Klaus Schulze podjął samodzielne próby tworzenia muzyki elektronicznej w stylu tzw. „szkoły berlińskiej”. W późniejszym czasie zaczął tworzyć muzykę w stylu ambient.
Od 2001 roku Łuczejko kontynuował działalność projektu Aquavoice jako solista. Jego utwór „Underwater Flight” z albumu Water Music emitowany był w Programie III Polskiego Radia, gdzie uzyskał dużą popularność, a w późniejszym czasie został laureatem Złotej Dziesiątki w plebiscycie słuchaczy audycji Top Tlen Jerzego Kordowicza na najlepsze nagranie muzyki elektronicznej.
Podczas koncertów Aquavoice granej muzyce towarzyszyły wizualizacje wykonane przy współpracy z Dariuszem Kalińskim, a później Wojciechem Wójcikiem. Dwa koncerty podczas festiwali w Gorlicach były wykonane w systemie dźwięku kwadrofonicznego, dającego lepsze efekty przestrzenności dźwięku i akustyki dla widzów. Jeden z albumów z kompozycjami artysty zatytułowany Cold znalazł się na 1. miejscu wśród najchętniej kupowanych płyt z muzyką elektroniczną z katalogu firmy Generator.
Łuczejko jest jednym z wybitnych twórców i działaczy kultury tworzących w województwie małopolskim. W 2006 roku został laureatem nagrody Mosty Starosty jako jeden z członków zespołu Ostatnia Wieczerza w Karczmie Przeznaczonej do Rozbiórki. W 2007 roku otrzymał indywidualne wyróżnienie tej nagrody. W tym samym roku jako jeden z polskich artystów został wpisany do międzynarodowej encyklopedii Who is who.
W 2015 roku Łuczejko obchodził 20-lecie artystycznej pracy muzycznej z tej okazji został wydany dwupłytowy album Early Recordings. Album zawiera utwory z początkowego okresu twórczości muzycznej artysty, które zostały przez niego zmienione i poddane masteringowi przez Marcina Bocińskiego. Premiera płyty odbyła się 11 lipca 2015 roku podczas Międzynarodowych Prezentacji Multimedialnych „Ambient Festival” w Gorlicach. Albumy Early Recordings i Nocturne otrzymały wyróżnienia Red Fingerprint za wartość artystyczną oraz Big Red Button za jakość dźwięku oraz otrzymały tytuły płyt roku Best Records. Wyróżnienia zostały przyznane przez branżowy magazyn dla audiofilów, High Fidelity.

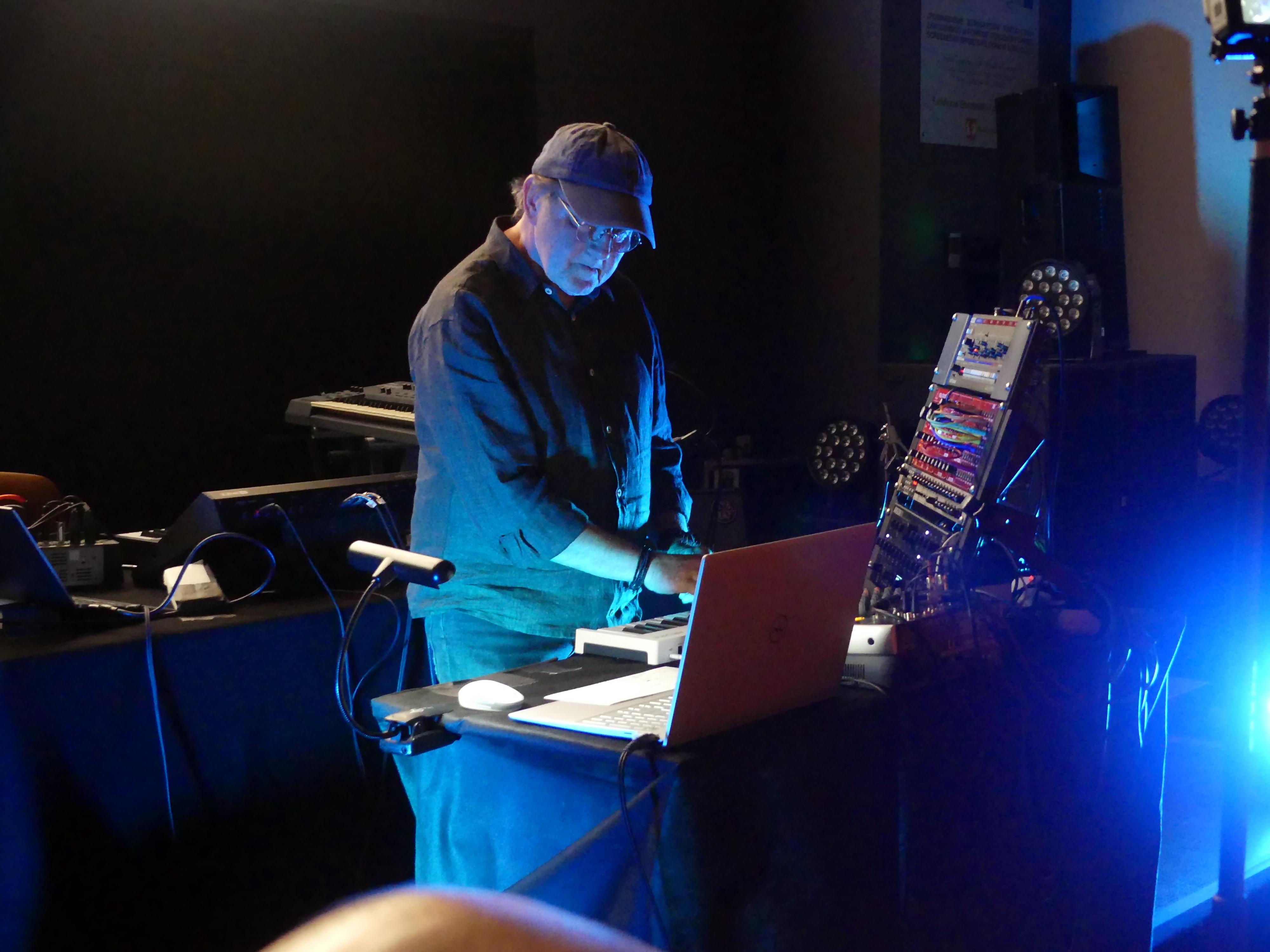
„Aquavoice” (Tadeusz Łuczejko)

## Dyskografia
Aquavoice
- 2001: Water Music
- 2015: Early Recordings (Zoharum)
- 2003: Virus (Edycja Limitowana, Aquasound)
- 2003: Dreamdesigner (Aquasound)
- 2004: Electronic Music (Requiem Records)
- 2008: Cold (Generator)
- 2009: Memories (Generator)
- 2013: Grey (Zoharum)
- 2014: Nocturne (Zoharum)
- 2018: Silence (Zoharum)
- 2023: Waves (Requiem Records)
- 2024: Flow (Audio Cave)

## Wybrane koncerty
- 1996: EL-Izerie w Świeradowie Zdroju
- 1997: Zlot Elektronicznych Fanatyków w Piszu
- 1999–2018: Międzynarodowe Prezentacje Multimedialne „Ambient Festival” w Gorlicach
- 2010: Festiwal Muzyki Elektronicznej Music Wave – Szczecin Live
- 2012: Planetarium i Obserwatorium Astronomiczne w Grudziądzu[5]
- 2014: Centrum Sztuki Współczesnej Znaki Czasu w Toruniu[6]
- 2014: Centrum Sztuki Współczesnej „Łaźnia” w Gdańsku
- 2017: 6. Kalisz Ambient Festiwal[7]

## Sztuki plastyczne
Łuczejko swoje zdolności plastyczne rozwijał od szkoły podstawowej i w Liceum Sztuk Plastycznych. Jako plastyk projektował ilustracje książkowe współpracując z takimi wydawnictwami jak Iskry, Alfa (Warszawa), PiK (Katowice) czy ART (Kielce). Za swoje plakaty otrzymał kilka nagród i wyróżnień.
Jest autorem kilku wystaw indywidualnych między innymi w Danii, na Słowacji oraz w Polsce.
Wystawiał swoje prace na wystawach: w Żywcu (1984), Nowym Sączu (KMPIK, 1985), Warszawie (Dom Sztuki, 1985), Tarnowie (KMPIK, 1986), Nowym Sączu (BWA, 1987, 1989), Katowicach (Pocon, 1988), Sønderborg (Dania, 1997).
Jako artysta grafik projektował okładki do niektórych albumów Aqavoice oraz plakaty dla 17 edycji Międzynarodowych Prezentacji Multimedialnych „Ambient Festival”. Podczas 6. edycji Kalisz Ambient Festiwal miała miejsce wystawa, na której zaprezentował niepublikowane projekty okładek płyt.

## Nagrody i wyróżnienia
- 1983: Nagroda na „Ogólnopolskich Warsztatach Graficznych” Warszawa
- 1985: Nagroda im. Alfreda Długosza w Galerii Sztuki BWA Dwór Karwacjanów w Gorlicach
- 1986: Wyróżnienie na 42. Dorocznej Wystawie Nowosądeckich Artystów Plastyków
- 1987: Wyróżnienie na 43. Dorocznej Wystawie Nowosądeckich Artystów Plastyków
- 1991: Nagroda na 47. Dorocznej Wystawie Nowosądeckich Artystów Plastyków[11].
- 2013: Nagroda im. Alfreda Długosza na XXX "Salonie Gorlickim" w Gorlicach[12]
- 2022: Wyróżnienie, statuetka Dersława Karwacjana przyznana przez Burmistrza Miasta Gorlice[13]